# Список астероїдів (5201—5300)
| Назва                                 | Тимчасове позначення                                        | Дата відкриття    | Місце відкриття                         | Відкривач                                              |
| ------------------------------------- | ----------------------------------------------------------- | ----------------- | --------------------------------------- | ------------------------------------------------------ |
| 5201 Ферраз-Мелло (Ferraz-Mello)      | 1983 XF                                                     | 1 грудня 1983     | Станція Андерсон-Меса                   | Едвард Бовелл                                          |
| (5202) 1983 XX                        | 1983 XX                                                     | 5 грудня 1983     | Обсерваторія Клеть                      | Антонін Мркос                                          |
| 5203 Паваротті (Pavarotti)            | 1984 SF1                                                    | 27 вересня 1984   | Обсерваторія Клеть                      | Зденька Ваврова                                        |
| 5204 Геракліт (Herakleitos)           | 1988 CN2                                                    | 11 лютого 1988    | Обсерваторія Ла-Сілья                   | Ерік Вальтер Ельст                                     |
| (5205) 1988 CU7                       | 1988 CU7                                                    | 11 лютого 1988    | Обсерваторія Кушіро                     | Сейджі Уеда, Хіроші Канеда                             |
| 5206 Кодомономорі (Kodomonomori)      | 1988 ED                                                     | 7 березня 1988    | Обсерваторія Ґекко                      | Йошіакі Ошіма                                          |
| 5207 Хірншоу (Hearnshaw)              | 1988 HE                                                     | 15 квітня 1988    | Університетська обсерваторія Маунт-Джон | Алан Ґілмор, Памела Кілмартін                          |
| 5208 Ройєр (Royer)                    | 1989 CH1                                                    | 6 лютого 1989     | Паломарська обсерваторія                | Е. Гелін                                               |
| (5209) 1989 CW1                       | 1989 CW1                                                    | 13 лютого 1989    | Обсерваторія Ґейсей                     | Тсутому Секі                                           |
| 5210 Сен-Санс (Saint-Saens)           | 1989 EL6                                                    | 7 березня 1989    | Обсерваторія Карла Шварцшильда          | Ф. Бернґен                                             |
| 5211 Стівенсон (Stevenson)            | 1989 NX                                                     | 8 липня 1989      | Паломарська обсерваторія                | Керолін Шумейкер, Юджин Шумейкер                       |
| (5212) 1989 SS                        | 1989 SS                                                     | 29 вересня 1989   | Обсерваторія Кушіро                     | Сейджі Уеда, Хіроші Канеда                             |
| 5213 Такахасі (Takahashi)             | 1990 FU                                                     | 18 березня 1990   | Обсерваторія Кітамі                     | Кін Ендате, Кадзуро Ватанабе                           |
| 5214 Одзора (Oozora)                  | 1990 VN3                                                    | 13 листопада 1990 | Обсерваторія Кітамі                     | Ацусі Такагасі, Кадзуро Ватанабе                       |
| 5215 Цуруй (Tsurui)                   | 1991 AE                                                     | 9 січня 1991      | Обсерваторія Кушіро                     | Масанорі Мацумаяма, Кадзуро Ватанабе                   |
| (5216) 1941 HA                        | 1941 HA                                                     | 16 квітня 1941    | Турку                                   | Люсі Отерма                                            |
| 5217 Чаожоу (Chaozhou)                | 1966 CL                                                     | 13 лютого 1966    | Обсерваторія Цзицзіньшань               | Обсерваторія Червона Гора                              |
| 5218 Куцак (Kutsak)                   | 1969 TB3                                                    | 9 жовтня 1969     | КрАО                                    | Б. Бурнашова                                           |
| 5219 Земка (Zemka)                    | 1976 GU3                                                    | 2 квітня 1976     | КрАО                                    | Черних Микола Степанович                               |
| 5220 Віка (Vika)                      | 1979 SA8                                                    | 23 вересня 1979   | КрАО                                    | Черних Микола Степанович                               |
| 5221 Фабрібудвайз (Fabribudweis)      | 1980 FB                                                     | 16 березня 1980   | Обсерваторія Клеть                      | Ладіслав Брожек                                        |
| 5222 Йоффе (Ioffe)                    | 1980 TL13                                                   | 11 жовтня 1980    | КрАО                                    | Черних Микола Степанович                               |
| 5223 МакСвін (McSween)                | 1981 EX6                                                    | 6 березня 1981    | Обсерваторія Сайдинг-Спрінг             | Ш. Дж. Бас                                             |
| 5224 Аббе (Abbe)                      | 1982 DX3                                                    | 21 лютого 1982    | Обсерваторія Карла Шварцшильда          | Ф. Бернґен                                             |
| 5225 Лорал (Loral)                    | 1983 TS1                                                    | 12 жовтня 1983    | Станція Андерсон-Меса                   | Едвард Бовелл                                          |
| 5226 Поллак (Pollack)                 | 1983 WL                                                     | 28 листопада 1983 | Станція Андерсон-Меса                   | Едвард Бовелл                                          |
| (5227) 1986 PE                        | 1986 PE                                                     | 4 серпня 1986     | Паломарська обсерваторія                | INAS                                                   |
| 5228 Маца (Maca)                      | 1986 VT                                                     | 3 листопада 1986  | Обсерваторія Клеть                      | Зденька Ваврова                                        |
| (5229) 1987 DE6                       | 1987 DE6                                                    | 23 лютого 1987    | Обсерваторія Ла-Сілья                   | Анрі Дебеонь                                           |
| 5230 Asahina                          | 1988 EF                                                     | 10 березня 1988   | Паломарська обсерваторія                | Джеффрі Алу                                            |
| 5231 Верн (Verne)                     | 1988 JV                                                     | 9 травня 1988     | Паломарська обсерваторія                | Керолін Шумейкер                                       |
| 5232 Йорданс (Jordaens)               | 1988 PR1                                                    | 14 серпня 1988    | Обсерваторія Верхнього Провансу         | Ерік Вальтер Ельст                                     |
| (5233) 1988 RL10                      | 1988 RL10                                                   | 14 вересня 1988   | Обсерваторія Серро Тололо               | Ш. Дж. Бас                                             |
| 5234 Сєченов (Sechenov)               | 1989 VP                                                     | 4 листопада 1989  | КрАО                                    | Карачкіна Людмила Георгіївна                           |
| 5235 Жан-Лу (Jean-Loup)               | 1990 SA1                                                    | 16 вересня 1990   | Паломарська обсерваторія                | Генрі Гольт                                            |
| 5236 Йоко (Yoko)                      | 1990 TG3                                                    | 10 жовтня 1990    | Обсерваторія Кані                       | Йосікане Мідзуно, Тошімата Фурута                      |
| 5237 Йосікава (Yoshikawa)             | 1990 UF3                                                    | 26 жовтня 1990    | Обсерваторія Ніхондайра                 | Такеші Урата                                           |
| 5238 Наодзане (Naozane)               | 1990 VE2                                                    | 13 листопада 1990 | Окутама                                 | Цуному Хіокі, Шудзі Хаякава                            |
| 5239 Рейкі (Reiki)                    | 1990 VC4                                                    | 14 листопада 1990 | Обсерваторія Яцуґатаке-Кобутізава       | Шун'ей Ідзумікава, Осаму Мурамацу                      |
| 5240 Квасан (Kwasan)                  | 1990 XE                                                     | 7 грудня 1990     | Тойота                                  | Кендзо Судзукі, Такеші Урата                           |
| (5241) 1990 YL                        | 1990 YL                                                     | 23 грудня 1990    | Обсерваторія Кушіро                     | Сейджі Уеда, Хіроші Канеда                             |
| 5242 Кенреймонін (Kenreimonin)        | 1991 BO                                                     | 18 січня 1991     | Обсерваторія Карасуяма                  | Шіґеру Інода, Такеші Урата                             |
| 5243 Клазієн (Clasien)                | 1246 T-2                                                    | 29 вересня 1973   | Паломарська обсерваторія                | К. Й. ван Гаутен, І. ван Гаутен-Ґроневельд, Т. Герельс |
| 5244 Amphilochos                      | 1973 SQ1                                                    | 29 вересня 1973   | Паломарська обсерваторія                | К. Й. ван Гаутен, І. ван Гаутен-Ґроневельд, Т. Герельс |
| 5245 Масляков (Maslyakov)             | 1976 GR2                                                    | 1 квітня 1976     | КрАО                                    | Черних Микола Степанович                               |
| 5246 Migliorini                       | 1979 OB                                                     | 26 липня 1979     | Станція Андерсон-Меса                   | Едвард Бовелл                                          |
| 5247 Крилов (Krylov)                  | 1982 UP6                                                    | 20 жовтня 1982    | КрАО                                    | Карачкіна Людмила Георгіївна                           |
| 5248 Скардіа (Scardia)                | 1983 GQ                                                     | 6 квітня 1983     | Обсерваторія Ла-Сілья                   | Анрі Дебеонь, Джованні де Санктіс                      |
| 5249 Ґіза (Giza)                      | 1983 HJ                                                     | 18 квітня 1983    | Станція Андерсон-Меса                   | Норман Томас                                           |
| 5250 Яс (Jas)                         | 1984 QF                                                     | 21 серпня 1984    | Обсерваторія Клеть                      | Антонін Мркос                                          |
| 5251 Bradwood                         | 1985 KA                                                     | 18 травня 1985    | Університетська обсерваторія Маунт-Джон | Алан Ґілмор, Памела Кілмартін                          |
| 5252 Вікримов (Vikrymov)              | 1985 PZ1                                                    | 13 серпня 1985    | КрАО                                    | Черних Микола Степанович                               |
| (5253) 1985 XB                        | 1985 XB                                                     | 15 грудня 1985    | Паломарська обсерваторія                | Стефен Сінґер-Брюстер                                  |
| 5254 Ulysses                          | 1986 VG1                                                    | 7 листопада 1986  | Обсерваторія Верхнього Провансу         | Ерік Вальтер Ельст                                     |
| 5255 Джонсофі (Johnsophie)            | 1988 KF                                                     | 19 травня 1988    | Паломарська обсерваторія                | Е. Гелін                                               |
| 5256 Фаркгар (Farquhar)               | 1988 NN                                                     | 11 липня 1988     | Паломарська обсерваторія                | Е. Гелін, К. Міколайчак, Р. Кокер                      |
| (5257) 1988 RS10                      | 1988 RS10                                                   | 14 вересня 1988   | Обсерваторія Серро Тололо               | Ш. Дж. Бас                                             |
| (5258) 1989 AU1                       | 1989 AU1                                                    | 1 січня 1989      | Обсерваторія Ґекко                      | Йошіакі Ошіма                                          |
| 5259 Epeigeus                         | 1989 BB1                                                    | 30 січня 1989     | Паломарська обсерваторія                | Керолін Шумейкер, Юджин Шумейкер                       |
| 5260 Філверон (Philveron)             | 1989 RH                                                     | 2 вересня 1989    | Обсерваторія Верхнього Провансу         | Ерік Вальтер Ельст                                     |
| 5261 Еврика (Eureka)                  | 1990 MB                                                     | 20 червня 1990    | Паломарська обсерваторія                | Девід Леві, Генрі Гольт                                |
| 5262 Брюсґолдберґ (Brucegoldberg)     | 1990 XB1                                                    | 14 грудня 1990    | Паломарська обсерваторія                | Е. Гелін                                               |
| 5263 Арріус (Arrius)                  | 1991 GY9                                                    | 13 квітня 1991    | Обсерваторія Сайдинг-Спрінг             | Данкан Стіл                                            |
| 5264 Телеф (Telephus)                 | 1991 KC                                                     | 17 травня 1991    | Паломарська обсерваторія                | Керолін Шумейкер, Юджин Шумейкер                       |
| 5265 Шадов (Schadow)                  | 2570 P-L                                                    | 24 вересня 1960   | Паломарська обсерваторія                | К. Й. ван Гаутен, І. ван Гаутен-Ґроневельд, Т. Герельс |
| 5266 Раух (Rauch)                     | 4047 T-2                                                    | 29 вересня 1973   | Паломарська обсерваторія                | К. Й. ван Гаутен, І. ван Гаутен-Ґроневельд, Т. Герельс |
| (5267) 1966 CF                        | 1966 CF                                                     | 13 лютого 1966    | Обсерваторія Цзицзіньшань               | Обсерваторія Червона Гора                              |
| 5268 Черногорський (Cernohorsky)      | 1971 US1                                                    | 26 жовтня 1971    | Гамбурзька обсерваторія                 | Любош Когоутек                                         |
| 5269 Паустовський (Paustovskij)       | 1978 SL6                                                    | 28 вересня 1978   | КрАО                                    | Черних Микола Степанович                               |
| 5270 Какбадзе (Kakabadze)             | 1979 KR                                                     | 19 травня 1979    | Обсерваторія Ла-Сілья                   | Річард Вест                                            |
| 5271 Кайламайя (Kaylamaya)            | 1979 MH7                                                    | 25 червня 1979    | Обсерваторія Сайдинг-Спрінг             | Е. Гелін, Ш. Дж. Бас                                   |
| 5272 Дікінсон (Dickinson)             | 1981 QH2                                                    | 30 серпня 1981    | Станція Андерсон-Меса                   | Едвард Бовелл                                          |
| 5273 Пейлішен (Peilisheng)            | 1982 DQ6                                                    | 16 лютого 1982    | Станція Сінлун                          | Обсерваторія Червона Гора                              |
| 5274 Деґевій (Degewij)                | 1985 RS                                                     | 14 вересня 1985   | Станція Андерсон-Меса                   | Едвард Бовелл                                          |
| 5275 Zdislava                         | 1986 UU                                                     | 28 жовтня 1986    | Обсерваторія Клеть                      | Зденька Ваврова                                        |
| 5276 Гулкіс (Gulkis)                  | 1987 GK                                                     | 1 квітня 1987     | Паломарська обсерваторія                | Е. Гелін                                               |
| 5277 Брисбен (Brisbane)               | 1988 DO                                                     | 22 лютого 1988    | Обсерваторія Сайдинг-Спрінг             | Роберт Макнот                                          |
| 5278 Поллі (Polly)                    | 1988 EJ1                                                    | 12 березня 1988   | Паломарська обсерваторія                | Е. Гелін                                               |
| 5279 Артурадель (Arthuradel)          | 1988 LA                                                     | 8 червня 1988     | Паломарська обсерваторія                | Т. Родріґес                                            |
| (5280) 1988 PT                        | 1988 PT                                                     | 11 серпня 1988    | Паломарська обсерваторія                | К. Міколайчак, Р. Кокер                                |
| 5281 Ліндстром (Lindstrom)            | 1988 SO1                                                    | 6 вересня 1988    | Обсерваторія Серро Тололо               | Ш. Дж. Бас                                             |
| 5282 Яматотакеру (Yamatotakeru)       | 1988 VT                                                     | 2 листопада 1988  | Обсерваторія Ґекко                      | Йошіакі Ошіма                                          |
| 5283 Pyrrhus                          | 1989 BW                                                     | 31 січня 1989     | Паломарська обсерваторія                | Керолін Шумейкер                                       |
| 5284 Orsilocus                        | 1989 CK2                                                    | 1 лютого 1989     | Паломарська обсерваторія                | Керолін Шумейкер, Юджин Шумейкер                       |
| 5285 Krethon                          | 1989 EO11                                                   | 9 березня 1989    | Паломарська обсерваторія                | Керолін Шумейкер, Юджин Шумейкер                       |
| 5286 Харуомукай (Haruomukai)          | 1989 VT1                                                    | 4 листопада 1989  | Каґошіма                                | Масару Мукаї, Масанорі Такеїші                         |
| 5287 Хейсю (Heishu)                   | 1989 WE                                                     | 20 листопада 1989 | Обсерваторія Кані                       | Йосікане Мідзуно, Тошімата Фурута                      |
| 5288 Нанкіті (Nankichi)               | 1989 XD                                                     | 3 грудня 1989     | Обсерваторія Кані                       | Йосікане Мідзуно, Тошімата Фурута                      |
| 5289 Німела (Niemela)                 | 1990 KG2                                                    | 28 травня 1990    | Астрономічний комплекс Ель-Леонсіто     | Обсерваторія Фелікса Аґілара                           |
| 5290 Ланжевен (Langevin)              | 1990 OD4                                                    | 30 липня 1990     | Паломарська обсерваторія                | Генрі Гольт                                            |
| 5291 Юко (Yuuko)                      | 1990 YT                                                     | 20 грудня 1990    | Обсерваторія Кушіро                     | Масанорі Мацумаяма, Кадзуро Ватанабе                   |
| (5292) 1991 AJ1                       | 1991 AJ1 1952 RG 1972 LA 1976 KL 1983 AB2 1988 JL2 1988 JX2 | 12 січня 1991     | Фудзієда                                | Х. Шіодзава, М. Кідзава                                |
| 5293 Бентенґагама (Bentengahama)      | 1991 BQ2                                                    | 23 січня 1991     | Обсерваторія Кушіро                     | Масанорі Мацумаяма, Кадзуро Ватанабе                   |
| 5294 Оннето (Onnetoh)                 | 1991 CB                                                     | 3 лютого 1991     | Обсерваторія Кітамі                     | Кін Ендате, Кадзуро Ватанабе                           |
| 5295 Мамайо (Masayo)                  | 1991 CE                                                     | 5 лютого 1991     | Обсерваторія Кані                       | Йосікане Мідзуно, Тошімата Фурута                      |
| 5296 Фрідріх (Friedrich)              | 9546 P-L                                                    | 17 жовтня 1960    | Паломарська обсерваторія                | К. Й. ван Гаутен, І. ван Гаутен-Ґроневельд, Т. Герельс |
| 5297 Шинкель (Schinkel)               | 4170 T-2                                                    | 29 вересня 1973   | Паломарська обсерваторія                | К. Й. ван Гаутен, І. ван Гаутен-Ґроневельд, Т. Герельс |
| 5298 Параскевопулос (Paraskevopoulos) | 1966 PK                                                     | 7 серпня 1966     | Обсерваторія Бойдена                    | Обсерваторія Бойдена                                   |
| 5299 Біттесіні (Bittesini)            | 1969 LB                                                     | 8 червня 1969     | Астрономічний комплекс Ель-Леонсіто     | Карлос Сеско                                           |
| 5300 Сац (Sats)                       | 1974 SX1                                                    | 19 вересня 1974   | КрАО                                    | Черних Людмила Іванівна                                |

| Астероїди 1—10000 → |           |           |           |           |           |           |           |           |            |
| 1—100               | 1001—1100 | 2001—2100 | 3001—3100 | 4001—4100 | 5001—5100 | 6001—6100 | 7001—7100 | 8001—8100 | 9001—9100  |
| 101—200             | 1101—1200 | 2101—2200 | 3101—3200 | 4101—4200 | 5101—5200 | 6101—6200 | 7101—7200 | 8101—8200 | 9101—9200  |
| 201—300             | 1201—1300 | 2201—2300 | 3201—3300 | 4201—4300 | 5201—5300 | 6201—6300 | 7201—7300 | 8201—8300 | 9201—9300  |
| 301—400             | 1301—1400 | 2301—2400 | 3301—3400 | 4301—4400 | 5301—5400 | 6301—6400 | 7301—7400 | 8301—8400 | 9301—9400  |
| 401—500             | 1401—1500 | 2401—2500 | 3401—3500 | 4401—4500 | 5401—5500 | 6401—6500 | 7401—7500 | 8401—8500 | 9401—9500  |
| 501—600             | 1501—1600 | 2501—2600 | 3501—3600 | 4501—4600 | 5501—5600 | 6501—6600 | 7501—7600 | 8501—8600 | 9501—9600  |
| 601—700             | 1601—1700 | 2601—2700 | 3601—3700 | 4601—4700 | 5601—5700 | 6601—6700 | 7601—7700 | 8601—8700 | 9601—9700  |
| 701—800             | 1701—1800 | 2701—2800 | 3701—3800 | 4701—4800 | 5701—5800 | 6701—6800 | 7701—7800 | 8701—8800 | 9701—9800  |
| 801—900             | 1801—1900 | 2801—2900 | 3801—3900 | 4801—4900 | 5801—5900 | 6801—6900 | 7801—7900 | 8801—8900 | 9801—9900  |
| 901—1000            | 1901—2000 | 2901—3000 | 3901—4000 | 4901—5000 | 5901—6000 | 6901—7000 | 7901—8000 | 8901—9000 | 9901—10000 |